# Sten De Geer
Sten De Geer (geb. 26. April 1886 in Stockholm; gest. 2. Juni 1933 in Göteborg) war ein schwedischer Geograph.

## Leben und Wirken
De Geer studierte in Stockholm und Uppsala. Im Jahr 1911 promovierte er mit der Arbeit Klarälfvens serpentinlopp och flodplan über die Morphologie des Klarälven, des längsten Flusses Schwedens, welcher nicht ins Meer mündet. Bereits in dieser Arbeit zeigte sich seine große Präferenz für Karten als Instrument zur Analyse geographischer Daten. In der gleichen Zeit erforschte er den Dalälven. Das Interesse an der Morphologie der Flüsse wurde später auf Seen und Häfen ausgeweitet. 1912 forschte er über die Funktionsweise der wichtigsten Häfen rund um die Ostsee und führte 15 Jahre später diese Forschung erneut durch, um anhand umfangreicher Karten Rückschlüsse auf die Entwicklung der Häfen zu ziehen. In der Fortsetzung dieser Forschung kann die Studie über die geographischen Aspekte von Groß-Stockholm (1922) erwähnt werden.
De Geer unternahm zahlreiche Forschungsreisen: Spitzbergen (1908), Böhmen und Schlesien (1910), Frankreich und Italien (1910/1911), Ostsee (1911), Tirol (1912), Dänemark, Norwegen und Finnland (1921) sowie Deutschland, Belgien, Großbritannien und Nordamerika (1922). Er lehrte an der Universität Stockholm von 1911 bis 1928 und anschließend bis zu seinem Tod an der Universität Göteborg.
Als Kartograph experimentierte De Geer mit verschiedenen Darstellungsmethoden. Auf ihn gehen die ersten wissenschaftlichen Betrachtungen der Punktmethode bzw. Dot-Methode zurück. Der im Jahr 1919 erschienene schwedische Bevölkerungsatlas Karta över Befolkningens Förderling i Sverige den 1. Januar 1917 gilt als die erste ‚Punktestreuungskarte’.
Sten De Geer war der Sohn des Geographen Gerard De Geer (1858–1943) und Mary Elisabet Erskine (1861–1922).
Er heiratete am 17. Mai 1912 in Stockholm Gea Olivia Holm (geb. 21. Dezember 1889, Tochter von Gerhard Holm und Fredrika Olivia Palmquist) und wurde 1918 Vater des Geologen Jan De Geer.

## Veröffentlichungen
- Klarälfvens serpentinlopp och flodplan, 1911
- Karta över Befolkningens Förderling i Sverige den 1 januari 1917, 1919
- A Map of the Distribution of Population in Sweden: Method of Preparation and general Results, 1922
- On the Definition, Method and Classification of Geography, 1923
- The kernel area of the Nordic race, 1926
- The American Manufacturing Belt, 1927
- The subtropical belt of old Empires, 1928
- Der geologische Fennoskandia und das geographische Baltoskandia, 1928